# Tzéïré-Tzion
Tzéïré-Tzion (צעירי ציון) est un parti politique ouvrier sioniste, fondé en 1903 en Russie, en Roumanie et en Galicie. Un de ses fondateurs est Yosef Spinzak, futur porte-parole des 3 premières Knesset après 1948.
Tzéïré-Tzion connaît ses débuts au travers d'un mouvement de jeunesse sioniste, prônant l'installation et la réalisation en Terre d'Israël. Une partie des membres de Tzéïré-Tzion monte en Terre d'Israël lors la seconde vague d'aliyah, et comptera parmi les fondateurs du parti Hapoel Hatzaïr.
Les membres de Tzéïré-Tzion sont également actifs, avec la troisième vague d'aliyah, dans la création de l'organisation HeHalutz.
Lors d'une conférence organisée à Prague en 1920, Tzéïré-Tzion et Hapoel Hatzaïr fusionnent pour former le parti Hitahdout Olamit, devenu plus tard le Mapaï.